# سبزی

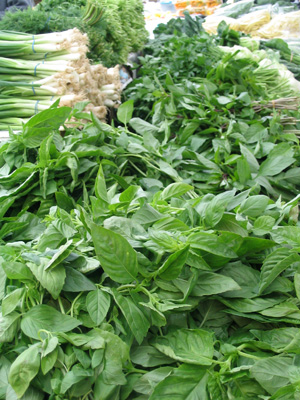
ریحان و پیازچه، سبزی‌های رایج در آشپزی

سبزی هر نوع گیاهی است که به خاطر خوش عطر یا خوش‌طعم بودن به عنوان غذا، اسانس، دارو، یا عطر دهنده مورد استفاده قرار می‌گیرد. استفاده در آشپزی سبزی را از ادویه متمایز می‌کند. سبزی به برگ‌های سبز یا بخش‌های گل‌ده گیاه اشاره می‌کند. (تازه یا خشک شده) در حالی که ادویه‌ها از بخش‌های دیگر گیاه شامل بذر، پوست، ریشه و میوه (معمولاً خشک شده) تهیه می‌شوند.
سبزی‌ها در موارد گوناگونی از جمله: آشپزی، پزشکی و در برخی موارد معنوی استفاده می‌شوند. در کاربرد پزشکی یا معنوی هر بخش از گیاه از جمله:برگها، ریشه‌ها، گل‌ها، بذرها، پوست ریشه، پوست درونی (بن‌لاد آوندی)، انگم و فرابر ممکن است به عنوان سبزی در نظر گرفته شود.

## تاریخچه
«سبزی چیست؟ آنچه که دوست پزشکان است و آشپزها از آن تعریف می‌کنند.»

--آلکوئین و شاگردش شارلمانی
۵۰۰۰ سال پیش از میلاد، سومریان از سبزی در پزشکی استفاده کردند. مصریان باستان ۱۵۵۵ پیش از میلاد از رازیانه، گشنیز و زعتر استفاده کردند. در سال ۱۶۲ در یونان باستان، جالینوس به خاطر تهیه داروهای گیاهی پیچیده با بیش از ۱۰۰ ترکیب شناخته شده بود. امپراتور شارلمانی (۷۴۲–۸۱۴) لیستی از ۷۴ سبزی مختلفی که در باغ‌هایش کاشته شده بود جمع‌آوری کرد. ارتباط بین سبزی‌ها و سلامتی چنانچه در کتاب مجموعه‌ای از روش‌های آشپزی آمده پیش از قرون وسطی در اروپا مهم بوده است. این کتاب استفاده از سبزی‌ها و سالادها را ترویج کرده و در مقدمه خود ادعا می‌کند در نوشتن کتاب با استادان پزشکی و فیلسوفان دربار پادشاه مشورت کرده است.

## استفاده در آشپزی

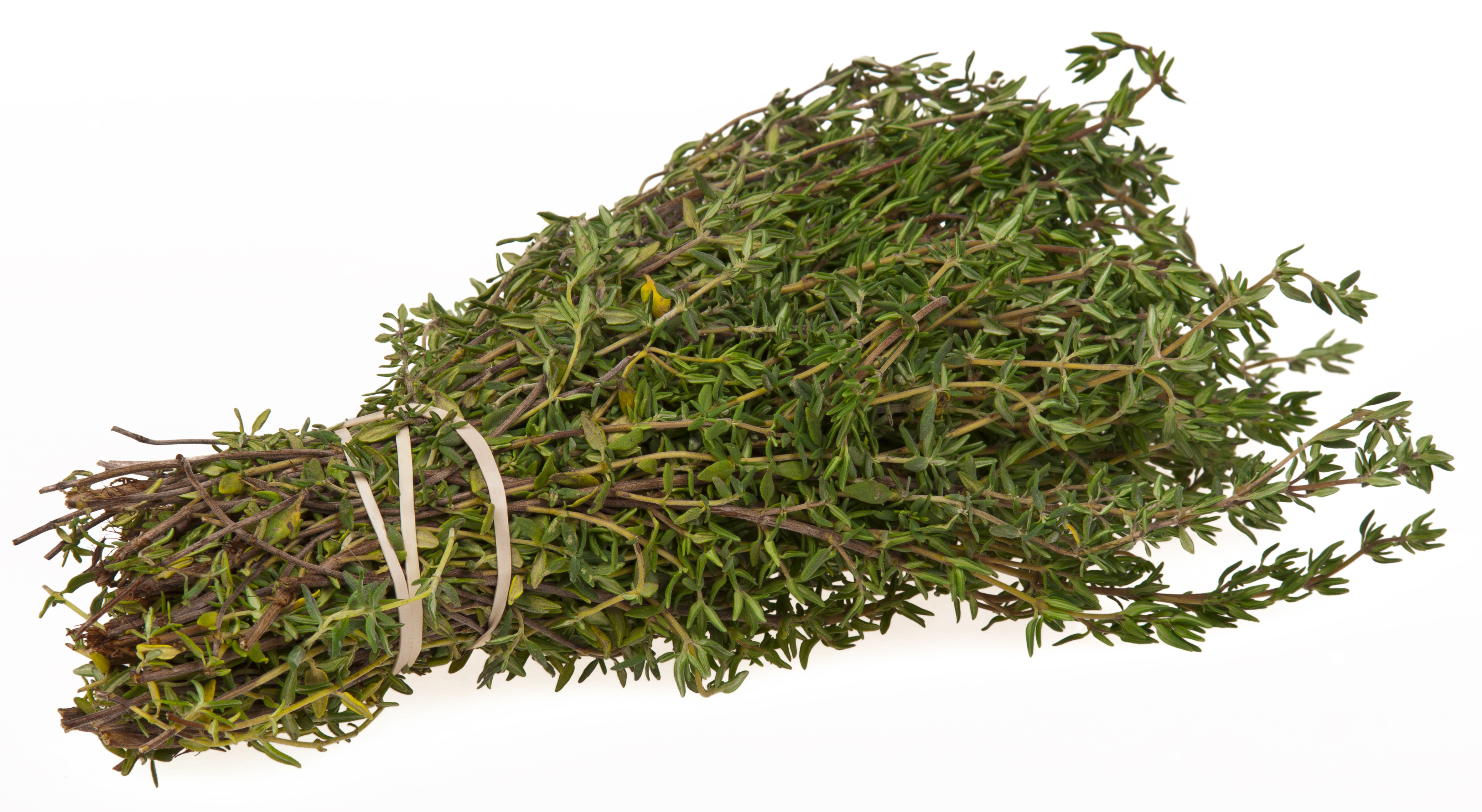
شاخه‌ای از زعتر

سبزی‌های پختنی از تره‌بار متمایزند. این سبزی‌ها مشابه ادویه‌جات به میزان کم و برای طعم‌دادن به غذا و نه خود غذا مورد استفاده قرار می‌گیرند. سبزی‌ها ممکن است مانند: زعتر یا اسطوخودوس پایا یا مانند جعفری دوساله یا مانند ریحان یک‌ساله باشند. سبزی‌هایپایا می‌توانند مانند رومارن درختچه یا مانند برگ بو درخت باشند. گیاهان علفی که طبق تعریف آنها نمی‌توانند گیاهان چوبی باشند، این‌گونه نیستند. برخی از گیاهان مانند شوید و بذر آن یا برگ‌های گشنیز و بذر آن را هم به عنوان سبزی و هم ادویه استفاده می‌کنند. همچنین، برخی از سبزی‌ها مانند خانوادهٔ نعناع وجود دارد که هم برای اهداف آشپزی و هم به عنوان گیاه دارویی مورد استفاده قرار می‌گیرند.

## سبزیهای دارویی
برخی از سبزی‌ها حاوی مواد شیمیایی گیاهی هستند که روی بدن تأثیر می‌گذارند. زمانی که به مقدار کمی مصرف می‌شود ممکن است تأثیراتی داشته باشد که نمونه آن در آشپزی «ادویه‌زدن» است، و تعدادی از سبزی‌ها در صورت مصرف زیاد سمی هستند. عصارهٔ برخی از سبزی‌ها به عنوان مثال گل راعی یا کاوا را می‌توان برای اهداف پزشکی: کاهش افسردگی و استرس مورد استفاده قرار داد. با این حال مصرف زیاد این سبزی‌ها ممکن است منجر به افزایش مواد سمی در بدن شده و عوارضی جدی به همراه داشته باشند و بنابراین باید با احتیاط مصرف شوند. هنگام مصرف آنها به همراه بعضی از داروهای تجویزی (شیمیایی) هم ممکن است عوارض جانبی به همراه داشته باشند.

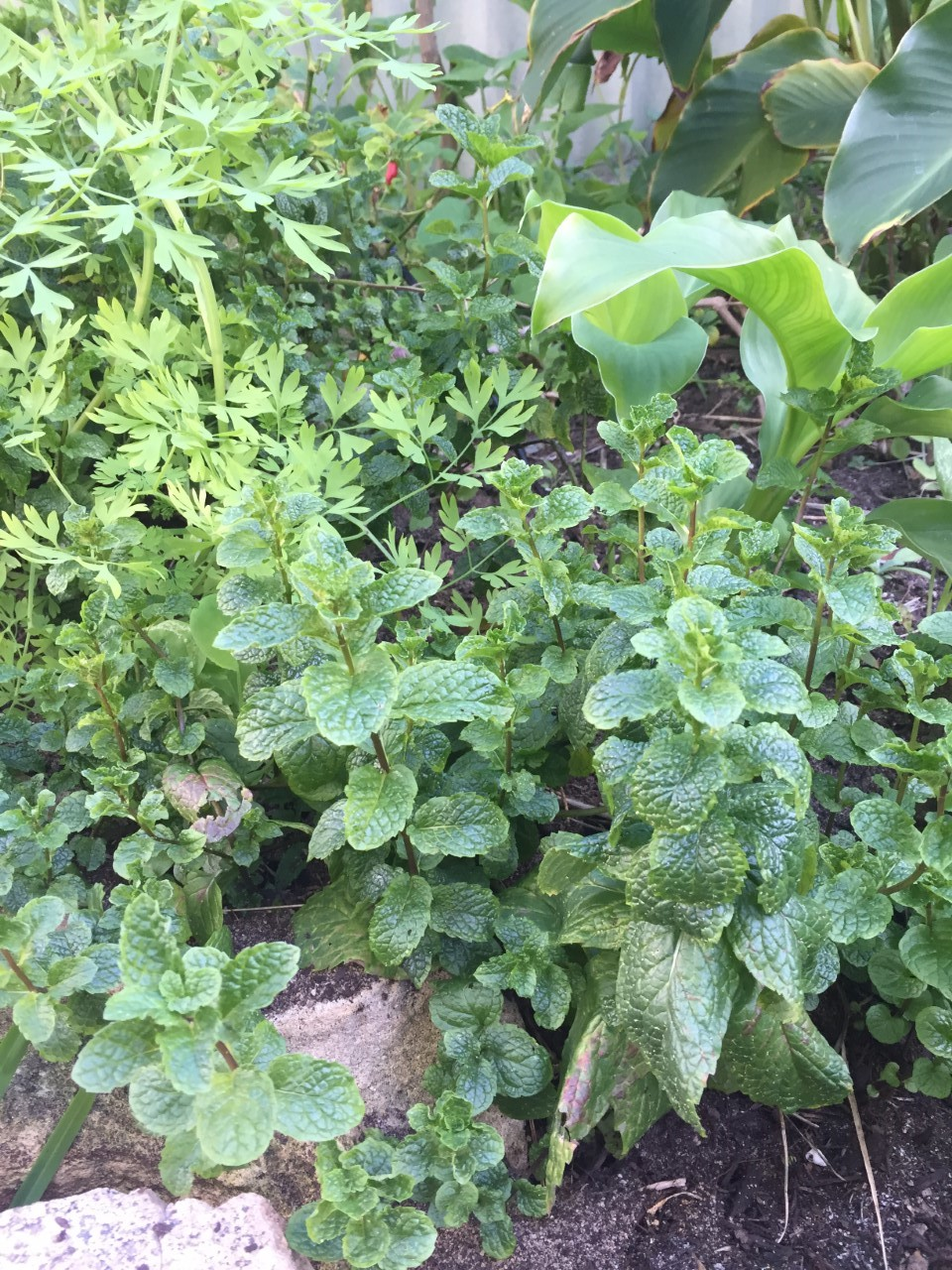
باغی از سبزی‌ها

سبزی‌ها به عنوان پایه طب سنتی چینی به مدت طولانی مورد استفاده قرار گرفته‌اند، و قدمت استفاده از آنها به قرن اول دوران مشترک و خیلی پیش از آن بازمی‌گردد. سیستم درمانی آیورودا در هندوستان براساس استفاده از سبزیها است. ریشه استفاده دارویی از سبزی‌ها در فرهنگ‌های غربی به سیستم درمانی عناصری بقراط که براساس عناصر چهارگانه است، برمی‌گردد. گیاه‌شناسان مشهور سنت غربی عبارتند از:ابن سینا (ایرانی)، جالینوس (رومی)، پاراسلسوس (سویسی- آلمانی)، نیکولاس کولپپر (انگلیسی)
برخی از گیاهان به ویژه برگ و عصاره گیاهان شاهدانه و کوکا حاوی خواص روان‌گردانی هستند و از اوایل دوران هولوسن توسط انسان‌ها با اهداف مذهبی و تفریحی مورد استفاده قرار گرفته‌اند. مردم جوامع شمالی پرو مدتی بیش از ۸۰۰۰ سال برگ‌های کوکا را می‌جویدند. در حالی که تاریخ استفاده از شاهدانه به عنوان یک ماده روانگردان به قرن اول میلادی در چین و مناطق شمالی آفریقا می‌رسد.
افراد بومی استرالیا طب گیاهی را براساس گیاهانی که به راحتی در دسترس آنها بودند، تولید کردند. انزوای افراد بومی به این معنا بود که داروهای توسعه یافته برای بیماری‌های بسیار جدی بود و این به علت درگیر نشدن با بیماریهای غربی بود. سبزی‌هایی مانند:نعنای استرالیایی، آکاسیای طلایی، اکالیپتوس برای درمان سرفه، اسهال، تب و سردرد استفاده می‌شد.

## مزایای سبزیجات
- کاهش فشار خون
- کاهش ابتلا به بیماری‌های قلبی عروقی
- کاهش بیماری‌های گوارشی
- تأثیر مثبت بر قندخون
- حفظ اشتها[۶]

## لوازم آرایشی گیاهی
استفاده از لوازم آرایشی گیاهی به حدود شش قرن پیش در کشورهای اروپایی و غربی برمی گردد.
اغلب مخلوطها و خمیرهایی برای سفید کردن صورت درست شدند. در طول دهه ۱۹۴۰، لوازم آرایشی گیاهی با ظهور رژِ لبِ قرمز رنگ که هر سال قرمزی آن شدیدتر می‌شد، وارد عرصه شدند. لوازم آرایشی و بهداشتی گیاهی به شکل‌های زیادی مانند: کرم صورت، اسکراب، رژ لب، رایحه‌های طبیعی و روغن‌های بدن از راه رسیدند.